# Cangas do Morrazo
Cangas do Morrazo är en kommunhuvudort i Spanien.   Den ligger i provinsen Provincia de Pontevedra och regionen Galicien, i den nordvästra delen av landet, 500 km väster om huvudstaden Madrid. Cangas do Morrazo ligger 14 meter över havet och antalet invånare är 25 748.
Terrängen runt Cangas do Morrazo är kuperad åt nordost. Havet är nära Cangas do Morrazo åt sydväst. Runt Cangas do Morrazo är det mycket tätbefolkat, med 2 431 invånare per kvadratkilometer. Närmaste större samhälle är Vigo, 6,2 km sydost om Cangas do Morrazo. Omgivningarna runt Cangas do Morrazo är en mosaik av jordbruksmark och naturlig växtlighet.